# Туліо Діас
Туліо Діас (ісп. Tulio Díaz, нар. 1 червня 1960) — кубинський фехтувальник на рапірах, срібний призер Олімпійських ігор 1992 року, чемпіон світу.

## Виступи на Олімпіадах
| Олімпіада      | Дисципліна      | Місце |
| -------------- | --------------- | ----- |
| Барселона 1992 | командна рапіра | 2     |